# 아리한트급 잠수함
아리한트급 잠수함은 인도가 처음으로 만든 핵잠수함(SSBN)으로, 이로 인하여 인도는 상임이사국외의 국가 중 유일한 핵잠수함 보유국이 되었다. K-15 SLBM을 보유한 나라 또한 상임이사국 외에는 인도밖에 없다.
1번함 아리한트함은 2009년 7월 26일 진수되었다. 아리한트는 섬멸자라는 뜻이다.
1999년 7월 26일 인도는 파키스탄과 카슈미르 지역을 놓고 카길전쟁에서 승리한 승전기념일이다. 파키스탄을 자극할 것으로 보도되었다.

## 찰리급 잠수함
인도는 1988년부터 1991년까지 소련으로부터 찰리급 잠수함을 리스했다. 아리한트급은 찰리2급과 매우 닮았다고 알려져 있다. 찰리2급은 찰리1급 동체 후미 8 m를 연장하여, 사거리 110 km인 P-120 말라킷 미사일 8발을 탑재했었다.

## SSBN
핵잠수함에는 어뢰만 발사할 수 있는 SSN과 핵탄도미사일을 발사할 수 있는 SSBN이 있다. 세계 최초의 핵잠수함이자 미국 최초의 핵잠수함 USS 노틸러스 (SSN-571)는 SSN이었다. 소련 최초의 핵잠수함인 노벰버급 잠수함도 SSN이었다. 반면에 프랑스 최초의 핵잠수함인 르두타블함은 SSBN이었다. 인도 최초의 핵잠수함 아리한트함은 SSBN이다.
한국과 브라질이 핵잠수함 건조를 추진하고 있는데(?), SSN을 계획중이다. 두 나라 모두 프랑스 바라쿠다급 잠수함의 기술을 도입하려고 한다는 보도가 있었다. 프랑스는 최초의 핵잠수함 르두타블급 잠수함(SSBN)을 최근 트리옹팡급 잠수함(SSBN)으로 교체했다. 프랑스에는 SSN도 있는데, 루비급 잠수함이다. 이 루비급을 차기 SSN으로 교체하려고 하는데, 그것이 바로 바라쿠다급 잠수함이다.
인도가 아리한트함 제작에 러시아와 프랑스의 기술을 도입하였다고 하는데, 한국과 브라질도 최초의 핵잠수함 건조를 위해 러시아와 프랑스의 기술을 도입하려 한다는 보도가 여러차례 있었다. 2009년 브라질 룰라 대통령은 프랑스 사르코지 대통령과 핵잠수함 수입계약을 정식으로 체결했다. 러시아와도 협상을 했었다. 브라질은 1970년대부터 핵잠수함 개발을 해왔다. 한국은 1993년 러시아로부터 핵잠수함 설계도를 입수했으며, 러시아 핵잠수함 원자로의 기술을 완전히 이전받아 스마트 원자로 개발을 완료했다. 대체적으로 미국은 핵확산에 매우 소극적이고 적대적인 반면에, 러시아와 프랑스는 핵확산에 매우 적극적이다. 파키스탄, 이란, 북한 등의 핵개발에는 러시아 또는 프랑스의 핵기술이 이전된 것으로 알려져 있다.
한국은 박정희 정부 당시 프랑스 핵무기 연구소에서 고폭실험을 완료했으며, 프랑스 설계도로 한국에 플루토늄 핵폭탄 공장을 지으려다가 미국에 의해 저지되었으며, 프랑스 대통령은 한국 언론과의 인터뷰에서, 이러한 미국의 핵확산 저지에 대해 유감을 표시한 바 있다.
한편, 일본은 한국이 스마트 원자로를 개발 완료하기 한 해 전에 동일한 출력의 원자로 개발을 완료했다.
SSN은 공격원잠이라고 부르는데, 어뢰관만 탑재하나, 어뢰관에서 발사되는 엑조세 미사일, 하푼 미사일 등의 대함미사일과, 토마호크 미사일을 발사할 수 있다. 특히 어뢰관에서 발사되는 토마호크 미사일은 사거리 3000 km의 저속 저고도 미사일로서, SSN의 지상 핵공격이 가능하게 한다. 그러나, SSN은 지상 핵공격 보다는 어뢰를 통한 항공모함 함대 방어가 주임무인 잠수함이다. 디젤 잠수함은 잠수한 상태에서 고속운행이 불가능하다. 4노트 8노트 정도의 저속으로만 운행이 가능하고, 1주일마다 수면으로 부상해야 한다. 반면에, SSN은 수중에서 무제한으로 30노트 이상의 고속운행이 가능하다. 따라서, 항공모함 함대가 20노트 정도의 최고속도로 운행을 할 때, 그보다 앞서서 나아가서 함대를 보호할 수도 있는, 함대를 수중에서 방어하는 중추적인 역할을 한다. SSN을 공격형 원잠이라고 부른다.
SSBN은 전략원잠이라고 부르며, 고속 주행이나 항공모함 함대 방어가 아니라, 별도로 1대가 따로따로 작전한다. 적 영토 근처의 해상에서 오랜기간 잠복해 있으며, 적의 핵공격에 대응해 보복 핵공격을 하는 것이 주임무이다. 핵잠수함은 디젤 잠수함과 달리 수면 부상을 할 필요가 없어서 수개월 이상 수면에 떠오르지 않을 수 있기 때문에, SSBN은 잠복한 핵미사일 기지로서의 역할을 한다. 프랑스는 적의 공격을 야기할 지상 핵미사일 기지와 항공기 장착용 핵무기를 모두 없앴다. 오직 4척의 트리옹팡급 잠수함(SSBN) 보유를 통해서, 2대는 항시 공해상에 숨어있다가, 유사시에 적에게 핵공격을 하는 전략을 채택하고 있다. 한 대의 트리옹팡급 잠수함(SSBN)에는 16발의 핵미사일이 장착되어 있으며, 핵미사일에는 6발의 핵탄두가 들어있어서, 총 96발의 핵탄두를 탑재하고 있다.

## 원자로
배수량 6천톤의 아리한트의 원자로는 열출력 83MWt의 러시아 기술의 경수로인데, 한국의 열출력 65MWt의 러시아 기술의 경수로인 스마트 실증로와 비교된다. 한국은 배수량 4천톤인 KSS-III 잠수함을 계획중이다.

## 미사일
아리한트는 사거리 700km의 정밀유도 탄도 미사일인 K-15 미사일 12발을 탑재한다. 한국은 2012년 사거리 800 km의 탄도 미사일 개발에 착수했다.

## 같이 보기
- 네르파함 - 인도가 러시아에서 리스한 핵잠수함. 아리한트함은 SSBN인데 비해, 네르파함은 SSN이다.